# Искусство ухода за АК-47
«Искусство ухода за АК-47» — третий студийный альбом петербургской IDM-хип-хоп-группы 2H Company, выпущенный на CD 22 марта 2007 года лейблом «Снегири». Автор всех восьми текстов — Михаил Олегович Феничев. Музыка написана Александром Зайцевым и Ильёй Юрьевичем Барамией, известными как дуэт «Ёлочные игрушки». В чтении трёх текстов кроме Феничева также приняли участие Михаил Ильин, покинувший квартет перед релизом, и Кирилл Иванов, фронтмен проекта «Самое большое простое число».
Пять песен альбома вошли с новыми аранжировками в концертный репертуар 3H Company и в состав их трибьюта «8 жизней», выпущенного 17 сентября 2021 года. На трек «Адекватно» 22 марта следующего года был представлен видеоклип.

## Запись
На создание альбома с момента первых концертных проб нового материала до выпуска готового альбома ушло 3 года.
В июне 2006 года участники коллектива появились в программе «Argentum» на радио «Эхо Москвы» сразу после двух концертов, где ответили на некоторые вопросы касательно будущего альбома.
В 2007 году в феврале группу покинул Михаил Ильин, успевший, тем не менее, до этого поучаствовать в записи трёх треков для альбома.

### Исполнения до релиза
6 октября 2005 года группа выступила с ещё не выпущенным материалом в клубе «Джао Да»; отрывок из видеозаписи концерта — исполнение трека «Рэп больше не кал» — попал в двухчасовой DVD-сборник «Хип-хоп в России № 3», выпущенный в том же году; там же были исполнены песни «Фил, часть первая» и «Фил, часть вторая», в будущем альбоме ставшие одним произведением под названием «Филип Дик», также был представлен трек «Полоски». В преддверии Хэллоуина группа выступила в московской фабрике технических бумаг «Октябрь», где также был исполнен некоторый новый материал.
7 марта 2006 года 2H Company выступили в московском клубе «Ikra» на презентации альбома ЁИ «Warm Math» («Тёплая математика»), где также выступил Стас Барецкий, выпустивший в 2005 году альбом «Электронщина» вместе с ЁИ. Из своего будущего релиза 2H Company отыграли песни «Рэп больше не кал», «Полоски» и «Культиватор» (названный тогда «Вычленить и Культивировать»).

### Текстоцентричность
«ЁИ» хотели добиться лёгкости и прозрачности в альбоме, убрать всё отвлекающее внимание и негативно влияющее на раскрытие идей текста и музыки, также под нож были пущены искажающие голос МС обработки, в том числе из-за увеличения количества слов на такт и, как следствие, ускорения повествование.
Сейчас мы сознательно уменьшаем наше присутствие, т. к. считаем, что проговариваются важные вещи, которым необходимо быть услышанными. Мы специально убрали из альбома инструментальные пьесы, чтобы акцентировать внимание на Мише, его текстах, хотя первоначально одной из идей было сделать этот альбом чуть ли не наполовину инструментальным.Александр Зайцев
Альбом отсылает к таким произведениям, как пьеса «Dostoevsky-Trip», романы «Голубое сало» и «Лёд» Владимира Сорокина, роман «Священная книга оборотня» Виктора Пелевина, рассказы Филиппа К. Дика, музыка Depeche Mode и The Prodigy (The Fat of the Land) и мн. др.

## Композиции
Все тексты написаны Михаилом Феничевым, вся музыка написана «Ёлочными Игрушками».
| №                   | Название                   | Рэп                    | Длительность |
| ------------------- | -------------------------- | ---------------------- | ------------ |
| 1.                  | «Рэп больше не кал»        | Феничев, Ильин, Иванов | 6:54         |
| 2.                  | «Адекватно»                | Феничев                | 3:36         |
| 3.                  | «Сорокин-трип»             | Феничев                | 5:35         |
| 4.                  | «Филип Дик»                | Феничев, Иванов        | 5:40         |
| 5.                  | «Культиватор»              | Феничев                | 7:33         |
| 6.                  | «Жир земли»                | Феничев                | 4:15         |
| 7.                  | «Полоски»                  | Феничев, Ильин         | 5:40         |
| 8.                  | «Искусство ухода за АК-47» | Феничев                | 5:02         |
| Общая длительность: | Общая длительность:        | Общая длительность:    | 46:19        |

### «Рэп больше не кал»
По словам Зайцева, Феничев услышал композицию «Control» «Ёлочных игрушек» — и заявил, что под неё можно читать совсем иначе, вскоре после чего принёс дуэту текст. По версии Владислава Моисеева из издания «Русский репортёр», является самой известной песней коллектива: «Это захватывающая история о том, как не может прижиться в России "кристалл хип-хапа". Притом "кристалл хип-хапа" нужно понимать и метафорически, и буквально — герои песни периодически его глотают, теряют и т. д.»
Первая аранжировка песни (длительностью 7:25) была представлена в составе сборника «Запрещённая эстрада» 10 июня 2005 года на лейбле ChebuRec.

### «Адекватно»
Барамия описал самый короткий трек в альбоме как «наиболее лёгкий для восприятия» и назвал его «хитом».Песня состоит из двух куплетов, за которыми следуют рефрены. В первой строфе лирический герой, подстригая волосы в носу, воспринимает это как приближение старости, а следовательно, и смерти; и смутно понимает: «нужно успеть». Желая избавиться от стресса, включает порно американского рэпера и актёра Snoop Dogg, но в итоге заплакал, взволновав тем самым бабушку в соседней комнате. Объяснив ей свою реакцию божественной красотой метисок и мулаток на экране, совокупляющихся с «ублюдками-мазафакерами» под джи-фанк, получил от бабушки комментарий о затуманенных взорах «этих юных ангелов».
Во второй строфе герой, поскольку все туалетные кабинки заняты, дабы избежать презрения и иронии, вынужден воспользоваться единственным свободным писсуаром. Погрузившись в свои мысли, наконец-то осознал, что именно хочет успеть — «образовать пару». Желая научиться верно производить первое впечатление, обращается к НЛП-организации, в рекламном проспекте которой предлагаются семь ступеней по 70 евро каждая и обещается выдача сертификата, подтверждающего стопроцентную вероятность достижения цели («дотянет как минимум до постели»). Однако, согласно результатам анкеты, герой — «латентный м*дак», и, поскольку в компании на такой случай нет специалистов, ему дают брошюру, которая «познакомит с понятием „адекватно“».

### «Сорокин-трип»
На момент выхода альбома Илье больше всего нравился данный трек. Александр указал на литературную преемственность песни: текст изначально отталкивался от некоторых произведений Владимира Сорокина, таких как «Голубое сало» и «Dostoevsky-trip», но в процессе написания сильно отклонился от них, из-за чего Феничеву не хотелось оставлять прежнее название, которое в итоге отстояли Барамия с Зайцевым. Последний так и прояснял: «Референция к Сорокину очень важна для нас».
В сентябре 2019 года вышел документальный фильм «Сорокин трип», название которого, как признались создатели, совпадает с треком 2H Company по случайности.

### «Филип Дик»
Американский писатель-фантаст Филип Киндред Дик — один из любимых авторов у каждого участника группы. Зайцев остерегал слушателей от поиска связи трека с экранизацией романа «Помутнение», поскольку текст песни был написан за год-полтора до выхода мультфильма Ричарда Линклейтера. В сюжете произведения Феничева Александр, скорее, прослеживал отсыл к «другому замечательному» фильму — «Отель „Новая Роза“» Абеля Феррары, снятого по рассказу Уильяма Гибсона.

### «Культиватор»
По выражению Зайцева, в этой песне Феничев «позволил себе чистое удовольствие просто перечислять имена своих любимых групп и исполнителей», которых Барамия слушает реже, а сам Александр — разве что случайно; при этом в тексте есть пара исключений: переквалифицированный в писателя Пётр Ильич (которого как раз Михаил не слушает) и британский музыкант Том Йорк.

### «Жир земли»
Зайцев описал так песню: «Предельно ироничная, конечно же, аллюзия на альбом Prodigy The Fat Of The Land». Феничев также рекомендовал слушателям книги: «Американские Боги» Нила Геймана, «Философы с большой дороги» Тибора Фишера, «Маятник Фуко» Умберто Эко.

### «Полоски»
Толчком к написанию текста послужило событие, по ощущениям Феничева, которое «могло произойти только в наши времена», — захват террористом Рембрандт-тауэра в Амстердаме, столице Нидерландов, с ошарашивающе нелепыми в своей узконаправленности требованиями, выражающими «чёткое и конкретное мнение отдельного человека относительно попытки изменения уклада его эстетического восприятия кинематографа». Поэт расценил его поступок как «попытку удара по глобализации», при этом сочувствовал: «Большой трагизм в том, что он даже не тот офис захватил» и погиб «из-за какой-то „виртуалочки“».

### «Искусство ухода за АК-47»
«Это была первая песня, которую мы записали, решив отказаться от ранее написанного материала, и она как-то высветила то, что было в других, стала импульсом для работы» — рассказывал Александр Зайцев. Название отсылает к философскому роману 1974 года «Дзен и искусство ухода за мотоциклом» Роберта Пирсига. По мнению Моисеева, это вторая по узнаваемости песня группы: «В ней обыгрывается знаменитая дзенская история о хлопке одной ладонью. Лирический герой фантазирует на тему универсальной идеологии, решающей все геополитические вопросы и все проблемы вообще. Идеальным вариантом оказывается новая "политрелигия" на основе дзен-буддизма и жёсткого милитаризма — всё, как в названии песни: дзен и искусство ухода за АК-47».

## Выход
22 марта 2007 года при посредничестве лейбла «Снегири» на CD вышел восьмипесенный альбом «Искусство ухода за АК-47». На обложке изображён побритый Будда, восседающий на чёрном фоне в красном дзенском каллиграфическом круге самоконтроля — энсо, и с любовью держащий в руках оружие победы — АК-47. На вкладыше, также оформленным красным энсо, во внутренней части сидибокса со стороны крепления диска написано: «В оформлении использовано изображение нэцке „Повстанец“ (хромотитан, 24 век после нашей эры)».
Обложку нарисовал Павел Шевченко, постоянный художник «Ёлочных Игрушек» на протяжении трёх лет. Иллюстрация к последней песне альбома подсказала музыкантам, что название «Искусство ухода за АК-47» хорошо подойдёт для всего релиза. Александр Зайцев признавался: «В каком-то смысле Паша стал третьим, невидимым участником группы, человеком, который помогает нам постоянно смещать точку сборки. Обычно, он первый, кто прослушивает весь демо-материал, а потом долго что-то рисует, клеит и рвёт. В итоге мы получаем образы, которые помогают нам оценить некоторые важные вещи, сделанные нами, — те, что мы никогда не смогли бы ощутить изнутри. Эти обложки предельно взаимосвязаны с музыкой и текстами». Илья Барамия утверждал, что Шевченко «осуществляет взаимосвязь внутреннего наполнения альбома с его внешней визуальной составляющей — и она яркая, ясная и лишнего ничего там точно нет. Появление обложки собрало воедино какие-то идеи вокруг альбома».

### В компиляциях
| Год  | Название                                 | Трек           | Ист.   |
| ---- | ---------------------------------------- | -------------- | ------ |
| 2007 | Time Out Новая Музыка!: Manchester Files | 1. Культиватор | [ 17 ] |
| 2007 | Play Station (#5’07): Play Magazine      | 9. Адекватно   | [ 18 ] |

Заглавная песня попала в плейлист «Хип-хоп 2000-х на русском: главное», куда также включена композиция «Майор Паранойя».

## Приём

### Отзывы об альбоме
По мнению музыкального обозревателя газеты «Коммерсантъ» Бориса Барабанова, в альбоме «окончательно оформился литературный стиль господина Феничева», а «избыточное, даже болезненно-нервное внимание поэта к деталям не может не вызвать мыслей о наркотическом происхождении многих образов. Однако их связь с наркотическими экспериментами 2H Company отрицали ещё во времена „Психохирургов“. Новые стихи они склонны соотносить скорее с метафизическими, даже религиозными переживаниями». Также Барабанов отметил, что «Ослабив палец на гашетке, Михаил Феничев способен нарисовать простую сценку, понятную и смешную». Через какое-то время Барабанов лаконично назвал релиз «альбомом убойного литературоцентричного рэпа».
Это ярчайшее доказательство мысли о том, что стихия рэпа — то самое место, где стоит искать самое меткое и свежее поэтическое слово.Борис Барабанов
Газета «Комсомольская правда» назвала «Искусство ухода за АК-47» альбомом недели среди отечественных. Было отмечено, что «музыку группы 2h Company можно считать хип-хопом с большой натяжкой, но всё же можно. Вынесенный в название диска автомат Калашникова — не только символ, он имеет прямое отношение к тому, в каком темпе идёт "читка" текстов. Темп этот вполне сравним с автоматными очередями». Также альбом был признан музыкально более разнообразным, чем «Психохирурги».
В газете «Труд» писалось: «Удачный релиз первого альбома внушал нешуточную тревогу за будущее проекта, казалось, что ребята выложились на полную и второго успеха уже не будет. Но новый диск „Искусство ухода за АК-47“ не просто развеял сомнения — последняя работа питерцев оказалась ещё глубже, музыка стала ещё насыщеннее, а исполнительская техника лидера группы Михаила Феничева превзошла все человеческие возможности».
Главный редактор музыкального интернет-журнала «Новый рок» Александр Арляпов в рецензии на альбом написал: «Если раньше у них ещё были какие-то намёки на куплеты и припевы, то сейчас единственный трек с более-менее привычной структурой и название имеет соответствующее — „Адекватно“. В большинстве же своём это плотнейшие нарративы с лихо закрученными сюрреалистическими сюжетами. Так остроумно и изобретательно рэп в нашей стране вряд ли кто-то ещё сочиняет».
Корреспондент из издания «Русский репортёр» выделил пять программных песен Михаила Феничева в конце 2012 года, среди которых «Рэп больше не кал» и «Искусство ухода за АК-47». Владислав Моисеев отметил: «Стилистика текстов и скорость мелодекламации остаются неизменны с первого альбома, но семплы и вообще подход к музыке меняется: она становится чуть более мелодичной и продуманной — теперь это уже не просто утилитарный монотонный бит».

### Статистика прослушиваний
К декабрю 2024 года альбом набрал более 556,3 тыс. прослушиваний при более 28,9 тыс. слушателей на Last.fm, свыше 94,3 тыс. прослушиваний на сервисе «VK Музыка», более 2300 лайков в приложении «Яндекс Музыка».

## Исполнения после релиза
В апреле вышел первый в России выпуск журнала «Billboard», в котором (в разделе «Неформат») была беседа четырёх участников группы с Валерием Постернаком. 14 июня группа выступила в тульском клубе «Сигма-Один», 8 сентября — в московском клубе «16 тонн», в декабре — в челябинском клубе «Garage Underground».
27 февраля 2009 года выступили в петербургском клубе «А2». И в том же году трио распалось.

### Песни в репертуаре других коллективов
После распада группы некоторые песни 2H Company исполнялись на концертах новым коллективом Михаила Феничева — «Есть Есть Есть». Впервые старые тексты в новой аранжировке, своего рода каверы, были представлены на московском фестивале «Боль» в 2017 году. Например, в репертуаре присутствуют треки «Филип Дик» и «Искусство ухода за АК-47».
8 сентября 2019 года в пространстве «Kuznya House» на Новой Голландии в качестве завершения книжного фестиваля «Ревизия» состоялся концерт трибьют-группы Mishamish — рэперов Михаила Феничева и Михаила Ильина при поддержке диджея Скотча, исполнивших кавер-версии песен 2H Company, в том числе «Полоски» и «Рэп больше не кал».
2 ноября 2019 года на концерте «Аигел», дуэта Ильи Барамии и Айгель Гайсиной, в петербургском клубе «ZAL» на сцене появился Михаил Феничев (заявленный как один из секретных гостей), вместе с которым была исполнена песня «Адекватно» под старую аранжировку.

#### 3H Company
Исключая «Сорокин-трип», «Культиватор» и «Жир земли», пять песен из альбома 2H Company попали в трибьют-альбом «8 жизней» (2021) проекта 3H Company:
| №   | Название            | Длительность |
| --- | ------------------- | ------------ |
| 1.  | «Филипп Дик»        | 5:30         |
| 6.  | «Полоски»           | 5:25         |
| 7.  | «Адекватно»         | 4:02         |
| 8.  | «Рэп больше не кал» | 7:50         |
| 11. | «Дзен»              | 4:37         |